# 圖庫芒 (帕拉州)
6°45′7″S 51°9′14″W / 6.75194°S 51.15389°W

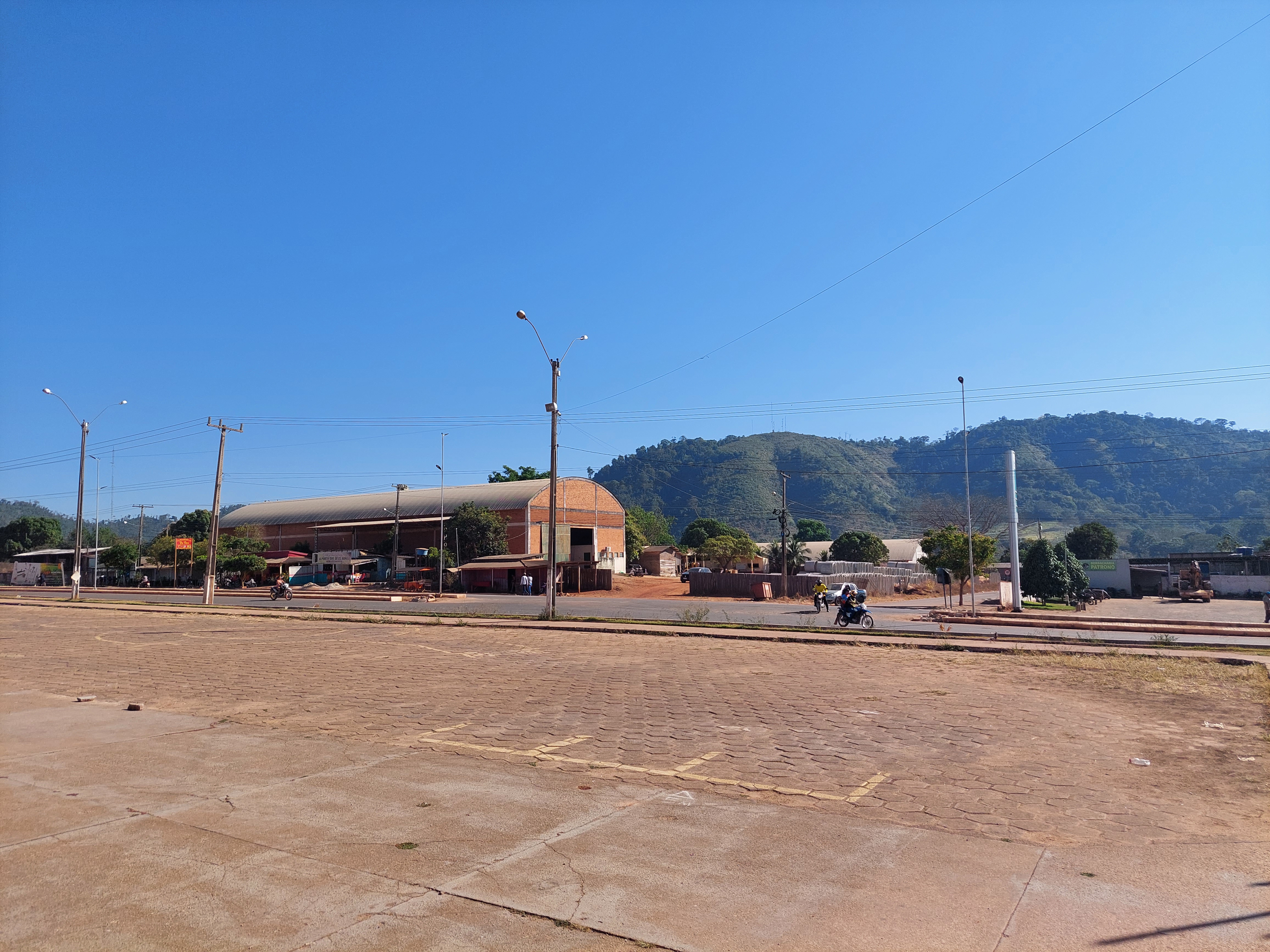
圖庫芒

圖庫芒（葡萄牙語：Tucumã），是巴西的城鎮，位於該國北部，由帕拉州負責管轄，始建於1988年5月10日，面積2,513平方公里，海拔高度340米，2014年人口36,674，人口密度每平方公里14.6人。